# Mercedes-Benz Arena (Shanghai)
La Mercedes-Benz Arena è un impianto riservato ad eventi sportivi e d'intrattenimento vario situato in Shanghai, popolosa città della Cina. Sotto la proprietà di AEG, l'arena ospita annualmente diversi eventi di rilevante importanza.